# Marian Foerster
Marian Foerster (ur. 9 kwietnia 1874 w Poznaniu, zm. 3 czerwca 1956 w Skokach) – polski lekarz, kapitan Wojska Polskiego II RP, działacz społeczny i polityczny, związany ze Skokami.

## Życiorys
Syn Alojzego (1840-1918) i Salomei z domu Rasińskiej (1847-1908). W Skokach mieszkał od 1902. Praktykował m.in. w szpitalu w Wągrowcu. Pracował również w ośrodku wychowawczym dla młodzieży w Antoniewie. W 1911 członek zarządu założycielskiego polskiej Ochotniczej Straży Pożarnej w Skokach. Podczas I wojny światowej lekarz wojskowy. Komisarz wyborczy w Skokach w czasie pierwszych wolnych wyborów samorządowych, których datę wyznaczył na 13 kwietnia 1919. Zwołał też pierwsze zebranie nowo wybranej rady miejskiej. W 1920 ochotnik w wojnie z bolszewikami (od sierpnia). W Wojsku Polskim został awansowany do stopnia kapitana rezerwy lekarza ze starszeństwem z 1 czerwca 1919
. W 1923 był oficerem rezerwowym 10 Batalion Sanitarnego w Toruniu, a w 1924 oficerem rezerwy pospolitego ruszenia. W 1934 jako kapitan rezerwy był w kadrze zapasowej 8 Szpitala Okręgowego w grupie oficerów pospolitego ruszenia i pozostawał wówczas w ewidencji Powiatowej Komendy Uzupełnień Inowrocław.
Od 1921 członek skockiego Bractwa Kurkowego (prezes tej organizacji w latach 1928-1932 i 1933-1934). W całym okresie międzywojennym członek Rady Miejskiej w Skokach. We wrześniu 1939, podczas plądrowania miasta przez niemieckich bandytów, z trudem uratował życie.